# Davy Reedijk
Davy Reedijk (Rotterdam, 13 april 1994) is een Nederlands (musical)acteur en danser.

## Levensloop
Reedijk is geboren in Rotterdam. Van 2012 tot en met 2015 gaat hij naar de MBO Theaterschool in Rotterdam. Na deze opleiding begint hij in 2016 op het Lucia Marthas Institute for Performing Arts in Amsterdam. In 2020 behaalt hij hier zijn bachelor uitvoerend artiest.

### Op zoek naar Danny en Sandy
In het programma Op zoek naar Danny & Sandy van de AVROTROS is Reedijk een van de zestien kandidaten die strijden voor de hoofdrol in de nieuwe musical Grease (2023).
Reedijk gaat in liveshow 2 met zijn performance van Shut Up and Dance door naar de volgende ronde, maar moet het na een sing-off in liveshow 4 helaas afleggen tegen Dylan Meischke.
Tristan van der Lingen gaat er in de finale van door met de winst, maar Reedijk weet toch een rol te bemachtigen in de musical als Cover Danny en als onderdeel van het ensemble.

## Rollen en verschijningen

### Musicals
- 2017/2018: Danser tijdens The Christmas Show in de Ziggo Dome
- 2022/2023: Aladdin - Als cover Omar, Aladdin en als swing
- 2023: Grease als Ensemble en cover van Danny.
- 2024: Pretty Woman (musical) als onderdeel van het ensemble
- 2024/2025: Saturday Night Fever (musical) als Double J,  understudy van Tony Manero & Clubsinger
- 2025/2026: Frozen (musical) als ensemble en understudy Prins Hans

### Televisie
- De TV Kantine
- &Chantal als danser tijdens de opening van het programma
- Koffietijd als gast
- 2020: Danser - Opening Musical award gala 2020 - Hello, Dolly!
- Op zoek naar Danny & Sandy als kandidaat Danny
- 2024: Opening musical award 2024 - Saturday Night Fever